# Londoner Seerechtsdeklaration
Die Londoner Seerechtsdeklaration wurde 1909 als Gegenstück zur Haager Landkriegsordnung auf der Londoner Seerechtskonferenz beschlossen, die eine Nachfolgekonferenz zur zweiten Haager Friedenskonferenz war.

## Geschichte
Um die bei der zweiten Haager Friedenskonferenz ungelösten Probleme des Seekriegsrechtes anzugehen, beriefen die an den Verhandlungen im Haag beteiligten Staaten eine Seerechtskonferenz ein, die vom 4. Dezember 1908 bis zum 26. Februar 1909 in London tagte. Dort sollte insbesondere eine Grundlage für die Rechtsprechung des mit dem XII. Haager Abkommen beschlossenen Internationalen Prisenhofes geschaffen werden.
Die Verhandlungsdelegationen verständigten sich auf einen Vertragstext. Doch das britische Oberhaus beschloss, die Seerechtsdeklaration nicht zu ratifizieren, auch nicht das XII. Haager Abkommen. Es folgte dabei der Empfehlung des Marinehistorikers Julian Corbett. Er hatte argumentiert, dass die in der Deklaration enthaltene Beschränkung des Prisenrechtes durch das weitgehende Verbot, feindliche Handelsschiffe und deren Waren zu beschlagnahmen, das Vereinigte Königreich Großbritannien und Irland einer Waffe der wirtschaftlichen Kriegsführung berauben würde. Infolge der Ablehnung der Ratifikation der Londoner Seerechtsdeklaration durch das Oberhaus unterblieben die Ratifikation in weiteren Staaten. Die Londoner Seerechtsdeklaration trat als Vertrag nie in Kraft.
Dennoch behielt die Londoner Seerechtsdeklaration eine gewisse Bedeutung als eine allgemein anerkannte Sammlung des geltenden Gewohnheitsrechtes auf See. Auf ihrer Grundlage beschlossen mehrere Staaten, darunter bereits 1909 das Deutsche Reich, geänderte nationale Regelungen zum Prisenrecht.

## Weblink
- deutsche Übersetzungen von Verträgen zum Seekriegsrecht einschließlich der Londoner Erklärung